# Lindsey Buckingham Christine McVie
Albums par Lindsey Buckingham
Seeds We Sow (en)
(2011) Lindsey Buckingham (en)
(2021)
Albums par Christine McVie
In the Meantime
(2004)
Singles
1. In My World
Sortie : 14 avril 2017
2. Red Sun
Sortie : 1er juin 2017
3. Feel About You
Sortie : août 2017
4. Lay Down for Free
Sortie : 10 août 2017

Lindsey Buckingham Christine McVie est un album en duo des auteurs-compositeurs-interprètes Lindsey Buckingham et Christine McVie, tous deux membres de Fleetwood Mac. Il est sorti en 2017 sur le label Atlantic Records.

## Histoire

### Enregistrement
En 2014, quelques mois après son retour au sein de Fleetwood Mac, Christine McVie rejoint Lindsey Buckingham à Los Angeles pour travailler sur de nouvelles chansons au studio The Village (en) avec Mick Fleetwood et John McVie, la section rythmique du groupe. Ils enregistrent huit chansons en l'espace de deux mois, parmi lesquelles Carnival Begin, Too Far Gone et Red Sun. Le travail s'interrompt alors pour les préparatifs de la tournée On with the Show (en), qui doit commencer le 30 septembre. Ces séances permettent à Buckingham et McVie de raviver leur collaboration artistique, mais ils ne s'attendent pas à ce qu'elles débouchent sur quoi que ce soit de concret. Comme Stevie Nicks ne souhaite pas s'engager dans la réalisation d'un nouvel album studio avec Fleetwood Mac,, McVie et Buckingham décident de publier leurs chansons sous la forme d'un album en duo, tout en conservant les parties de basse et de batterie déjà enregistrées par John McVie et Mick Fleetwood. Ils reprennent ainsi le travail à la fin de 2016, plus de deux ans après les premières séances d'enregistrement.
Durant cette nouvelle phase, chacun des deux musiciens contribue au développement des chansons de l'autre. Buckingham note que ce processus d'écriture à quatre mains est particulièrement présent sur Red Sun et Too Far Gone, deux morceaux co-crédités aux deux artistes. Un mini-documentaire sorti en mai offre un aperçu du processus créatif des deux artistes en retraçant notamment l'élaboration des chansons On with the Show et Carnival Begin.
La première chanson de l'album, Sleeping Around the Corner, est un ancien morceau de Buckingham déjà paru en bonus de son précédent album solo, Seeds We Sow, en 2011. En l'écoutant, McVie l'aime tellement qu'elle convainc Buckingham de la retravailler pour l'inclure sur leur album commun.

### Parution et accueil
La liste des morceaux de l'album, simplement intitulé Lindsey Buckingham Christine McVie, est dévoilée le 11 avril et le premier single, In My World, est publié sur les plateformes d'écoute en ligne trois jours plus tard.
Lindsey Buckingham Christine McVie est publié le 9 juin 2017 aux formats vinyle, CD et téléchargement. Il atteint la 17e place du Billboard 200 au mois de juillet, réalisant une meilleure performance dans ce classement que tous les précédents albums solo de Buckingham et McVie. Il se classe également no 5 des ventes au Royaume-Uni.
La promotion de l'album donne lieu à un passage du duo dans l'émission de télévision The Tonight Show Starring Jimmy Fallon, ainsi qu'à une tournée de 14 concerts en Amérique du Nord. Durant ces performances, ils interprètent huit des dix chansons de l'album, ainsi que des morceaux de Fleetwood Mac et d'autres issus de la carrière solo de Buckingham. Le succès de cette tournée entraîne l'organisation de deux concerts supplémentaires au mois d'août, puis d'une série de 22 concerts entre le 14 octobre et le 16 novembre.

## Fiche technique

### Chansons
| No  | Titre                      | Auteur                              | Durée |
| --- | -------------------------- | ----------------------------------- | ----- |
| 1.  | Sleeping Around the Corner | Lindsey Buckingham                  | 3:48  |
| 2.  | Feel About You             | Lindsey Buckingham, Christine McVie | 3:28  |
| 3.  | In My World                | Lindsey Buckingham                  | 4:25  |
| 4.  | Red Sun                    | Lindsey Buckingham, Christine McVie | 3:15  |
| 5.  | Love Is Here to Stay       | Lindsey Buckingham                  | 4:25  |
| 6.  | Too Far Gone               | Lindsey Buckingham, Christine McVie | 3:21  |
| 7.  | Lay Down for Free          | Lindsey Buckingham                  | 3:56  |
| 8.  | Game of Pretend            | Christine McVie                     | 4:34  |
| 9.  | On with the Show           | Lindsey Buckingham, Mitchell Froom  | 3:47  |
| 10. | Carnival Begin             | Christine McVie                     | 4:40  |

### Musiciens

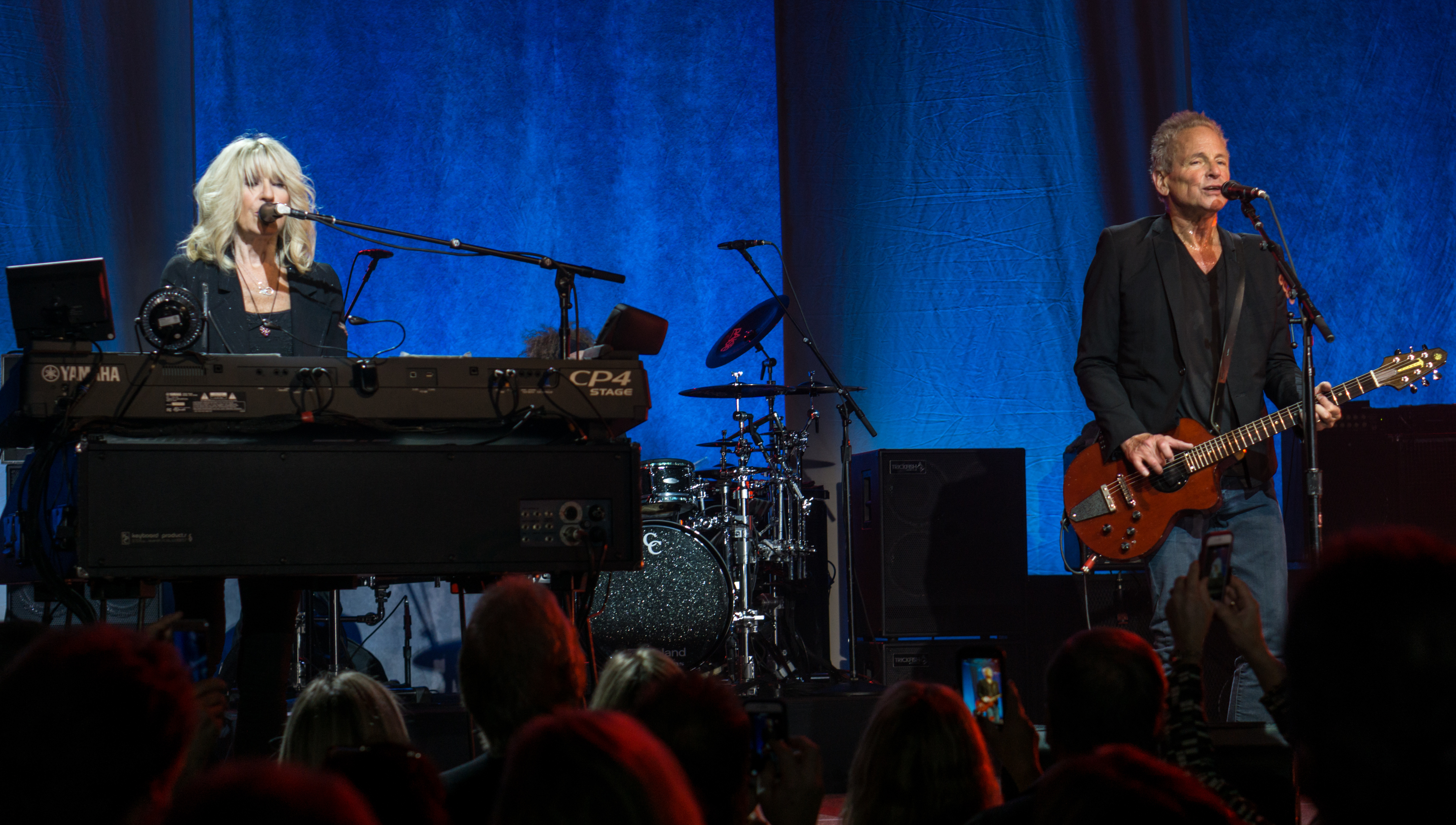
Buckingham et McVie sur scène le 3 novembre 2017.

- Lindsey Buckingham : chant, guitares, claviers, basse, batterie, percussions, programmation
- Christine McVie : chant, claviers
- Mitchell Froom : claviers
- John McVie : basse
- Mick Fleetwood : batterie

### Équipe de production
- Lindsey Buckingham, Mitchell Froom, Mark Needham (en) : production
- Lindsey Buckingham, Mark Needham, Ben O'Neill, David Boucher : ingénieurs du son
- Lindsey Buckingham, Mark Needham : mixage
- Stephen Marcussen (en) : mastering
- John Russo : photographie
- Jeri Heiden : conception de la pochette

### Classements et certifications
| Classement                    | Meilleure place |
| ----------------------------- | --------------- |
| Allemagne (Media Control AG)  | 27              |
| Australie (ARIA)              | 21              |
| Autriche (Ö3 Austria Top 40)  | 75              |
| Belgique (Flandre Ultratop)   | 13              |
| Belgique (Wallonie Ultratop)  | 65              |
| Canada (Canadian Albums)      | 35              |
| Écosse (OCC)                  | 2               |
| Espagne (Promusicae)          | 76              |
| États-Unis (Billboard 200)    | 17              |
| Irlande (IRMA)                | 9               |
| Norvège (VG-lista)            | 31              |
| Nouvelle-Zélande (RIANZ)      | 22              |
| Pays-Bas (Mega Album Top 100) | 14              |
| Royaume-Uni (UK Albums Chart) | 5               |
| Suède (Sverigetopplistan)     | 28              |
| Suisse (Schweizer Hitparade)  | 29              |